# Petřvald
Petřvald wymowaⓘ (niem. Gross Peterswald) – gmina w Czechach, w powiecie Nowy Jiczyn, w kraju morawsko-śląskim. Według danych z dnia 1 stycznia 2012 liczyła 1806 mieszkańców.

## Geografia
Miejscowość położona jest na średniej wysokości 244 m n.p.m., przy drodze około 17 km na południowy zachód od Ostrawy dalej do Příboru, na prawym brzegu rzeki Lubiny, prawym dopływie Odry.
Dzieli się na dwie części:
- Petřvald (dawniej też: Petřvald Velký, niem. Gross Peterswald)
- Petřvaldík (niem. Klein Peterswald[2])

## Historia
Miejscowość została założona w ramach biskupiej kolonizacji na przełomie XIII i XIV wieku. Początkowo prawdopodobnie nosiło czeską nazwę Petrovice (Petrovicz), jak w dokumencie z 1359, jednak potym jak niejaki Petr Meissner, Niemiec, otrzymał przed końcem XIV wieku miejscowość w lenno, pisał się on  von Peterswald.
Według austriackiego spisu ludności z 1900 roku Petřvald Velký miał 1022 mieszkańców, z czego większość (1018) było katolikami oraz czeskojęzyczna (889), osób niemieckojęzycznych było 129. Z kolei Petřvaldík miał 428 mieszkańców, z czego zdecydowana większość było częskojęzycznymi katolikami.